# Щербачёв, Борис Фёдорович
Борис Фёдорович Щербачёв (1698 — 19 февраля 1779, Москва) — офицер флота, государственный деятель Российской империи, президент Юстиц-коллегии, действительный статский советник.

## Биография
Борис Фёдорович Щербачёв родился в 1698 году и происходил из старинного дворянского рода Щербачёвых — сын подполковника Фёдора Васильевича Щербачёва и Евдокии Ивановны Кобяковой. В 1715 году он поступил на службу во флот и после обучения в Морской академии в 1717 году был произведён в гардемарины.
В 1721 году произведён в унтер-лейтенанты, 20 марта 1724 года — в секретари первого ранга и в следующем году назначен в Петербургскую корабельную команду под началом Н. П. Вильбоа. 15 декабря 1727 года получил чин лейтенанта флота. 18 марта 1733 года по новому штату переименован в лейтенанты флота майорского ранга, с 8 июля 1734 года командовал придворной яхтой «Принцесса Анна», затем фрегатом «Брильянт», а 7 июля 1735 года был переведён в Тавров. Во время Русско-турецкой войны 1735—1739 годов Щербачёв находился на Дону под командованием П. П. Бредаля и в июне 1737 года был послан им из Геничи в Азов с 90 порожними лодками.
Весной 1741 года ряд офицеров флота подал прошения об увольнении от морской службы «за болезнями, а другие для экономии», причём рапорты и медицинские свидетельства рассматривали Адмиралтейств-коллегия и лично генерал-адмирал и кабинет-министр граф А. И. Остерман. 43-летний Щербачёв показал о своём здоровье: «Имеет он на правой ноге цынготныя раны и хотя оныя зажили, однакож под коленом малое число свело, отчего он несвободно ходит, также объявляет, что имеет каменную и почечуйную внутренния болезни, отчего и запоры, к тому же временем бывает в глазах инфлемация».
24 апреля 1741 года Сенат определил отставить Щербачёва от морской службы и определить его к статским делам «с праграждением рангом по указу», и уже 30 апреля по представлению Герольдмейстерской конторы он был назначен рентмейстером Санкт-Петербургской рентереи (казначейства), а 27 мая правительница Анна Леопольдовна утвердила доклад Сената о пожаловании Щербачёва в коллежские советники.
В 1743 году Щербачёв был назначен членом Канцелярии от строений, а в следующем году — воеводой Тамбовской провинции. В 1746 году он был переведён в Москву членом Мануфактур-коллегии и в этой должности 13 мая 1754 года получил чин статского советника.
В конце 1750-х годов Сенат и генерал-прокурор князь Н. Ю. Трубецкой рассматривали возможность служебного повышения Щербачёва. В докладе, представленном императрице Елизавете Петровне 29 октября 1759 года, Трубецкой предлагал кандидатов на прокурорские вакансии в различные ведомства: «в сенатскую контору, как и от Сената представляется, статской советник Борис Щербачов или князь Егор Амилахоров». Однако из-за болезни императрицы назначение прокуроров по докладу Трубецкого так и не состоялось.
Вместо назначения прокурором Московской сенатской конторы Щербачёв получил ещё более высокое служебное повышение: 16 августа 1760 года он был назначен президентом Юстиц-коллегии, сменив на этом посту уволенного в отставку Н. М. Желябужского, и одновременно с назначением был произведён в действительные статские советники.
Во главе высшей апелляционной инстанции по уголовным и гражданским делам Щербачёв оставался до конца царствования Елизаветы Петровны, на протяжении краткого правления Петра III и в первые годы царствования Екатерины II, однако при новой императрице его деятельность вызвала сомнения. При распределении 17 апреля 1764 года президентов и вице-президентов коллегий, губернаторов и других высших чиновников Сенат предложил на пост президента Юстиц-коллегии генерал-полицмейстера И. И. Дивова, который и был назначен, а Щербачёв остался «не у дел».
Среди сенаторов единогласное мнение о профессиональных качествах Щербачёва отсутствовало: «5 сенаторами признан за способнаго, а 5 признаётся сомнение; при разсматривании же сенатом тех списков 3 новыми сенаторами за неспособнаго признан»; тем не менее, никаких конкретных претензий к нему не предъявлялось («справкой канцелярии сената от экспедиций показано, что до него, Щербачёва, никаких дел не касается»). В связи с этим Сенат предлагал уволить его от службы с прежним чином и с тем, чтобы впредь ни к каким делам не определять; не был Щербачёву назначен и пенсион (но, как указывалось в представлении об увольнении, он был владельцем 945 душ мужского пола, то есть был вполне обеспечен). 5 ноября 1765 года Екатерина II утвердила доклад Сената.
Выйдя в отставку, Щербачёв продолжил жить в Москве в принадлежавшем ему доме в приходе церкви Николая Чудотворца Явленного (там же, где он проживал ещё в 1754 году в чине коллежского советника) и ещё упоминается в исповедной ведомости Пречистенского сорока 1774 года. Скончался в Москве 19 февраля 1779 года.

## Семья
Жена — Мария Григорьевна Зиновьева (1708/1710 – ум. после 1754), в первом браке была (с 1722 года) за Алексеем Филипповичем Дивовым; дочь Григория Петровича Зиновьева и Александры Степановны Нарбековой. Во втором её браке с Б. Ф. Щербачёвым родились 4 дочери:
- Ольга Борисовна (1736—после 1802), замужем за Аникитой (Никитой) Александровичем Паниным, прокурором Московского Судного приказа.
- Елена Борисовна (1742—?)
- Александра Борисовна (1743—22.02.1781), замужем за полковником Иваном Михайловичем Колошиным.
- Надежда Борисовна (1748—?), замужем за Михаилом Михайловичем Рахмановым.